# Valentin Țicu
Valentin Constantin Țicu (Ploiești, 19 settembre 2000) è un calciatore rumeno, difensore del Petrolul Ploiești, di cui è capitano.

## Caratteristiche tecniche
È un terzino sinistro.

## Carriera

### Club
Inizia a giocare a calcio nelle giovanili del Petrolul Ploiești, che nel 2018 lo aggrega alla prima squadra. Nominato capitano della rosa, nel 2022 conquista la promozione nella massima serie rumena.

### Nazionale
Ha giocato nelle nazionali giovanili rumene Under-19 ed Under-21; con quest'ultima nazionale nel 2023 ha anche partecipato agli Europei di categoria.

## Statistiche

### Presenze e reti nei club
Statistiche aggiornate al 5 marzo 2023.
| Stagione        | Squadra           | Campionato      | Campionato | Campionato | Coppe nazionali | Coppe nazionali | Coppe nazionali | Coppe continentali | Coppe continentali | Coppe continentali | Altre coppe | Altre coppe | Altre coppe | Totale | Totale |
| Stagione        | Squadra           | Comp            | Pres       | Reti       | Comp            | Pres            | Reti            | Comp               | Pres               | Reti               | Comp        | Pres        | Reti        | Pres   | Reti   |
| --------------- | ----------------- | --------------- | ---------- | ---------- | --------------- | --------------- | --------------- | ------------------ | ------------------ | ------------------ | ----------- | ----------- | ----------- | ------ | ------ |
| 2018-2019       | Petrolul Ploiești | L2              | 15         | 0          | CR              | 0               | 0               | -                  | -                  | -                  | -           | -           | -           | 15     | 0      |
| 2019-2020       | Petrolul Ploiești | L2              | 20+5       | 0          | CR              | 3               | 0               | -                  | -                  | -                  | -           | -           | -           | 28     | 0      |
| 2020-2021       | Petrolul Ploiești | L2              | 18+5       | 1          | CR              | 2               | 1               | -                  | -                  | -                  | -           | -           | -           | 25     | 2      |
| 2021-2022       | Petrolul Ploiești | L2              | 19+7       | 3          | CR              | 0               | 0               | -                  | -                  | -                  | -           | -           | -           | 26     | 3      |
| 2022-2023       | Petrolul Ploiești | L1              | 29+2       | 0+1        | CR              | 2               | 0               | -                  | -                  | -                  | -           | -           | -           | 33     | 1      |
| Totale carriera | Totale carriera   | Totale carriera | 120        | 5          |                 | 7               | 1               |                    | -                  | -                  |             | -           | -           | 127    | 6      |

## Palmarès

### Club

#### Competizioni nazionali
- Liga II: 1

Petrolul Ploiești: 2021-2022